# Maarten Roest Crollius
Maarten Roest Crollius (Tilburg, 31 mei 1935 – IJsselstein, 9 april 1997) was een Nederlands politicus van de KVP en later het CDA.
Hij is afgestudeerd in de rechten aan de Rijksuniversiteit Leiden. Eind 1968 trad hij in dienst bij de gemeente Groningen waar hij als referendaris gewerkt heeft bij de afdeling Algemene Zaken. In december 1972 werd Roest Crollius benoemd tot burgemeester van de Noord-Brabantse gemeente Den Dungen en in maart 1980 volgde zijn benoeming tot burgemeester van IJsselstein. Hij leed aan multiple sclerose en vanwege gezondheidsproblemen werd hem in mei 1991 ontslag verleend. Zes jaar later overleed Roest Crollius op 61-jarige leeftijd. In 2006 werd de kabelonderneming CAI-IJsselstein verkocht waarvan de postuum naar hem vernoemde Stichting Roest Crollius Fonds (RCF) het startvermogen verkreeg.